# Эгерский минарет
Эгерский минарет (венг. Egri minaret) — османский минарет, расположенный в городе Эгер, в северной Венгрии. Он имеет 40 метров в высоту и построен из красного песчаника. Минарет был возведён в начале XVII века как часть мечети Джами Кетуда и использовался для призыва мусульман к молитве (азан). Мечети больше не существует, но минарет сохранился как исторический памятник Венгрии и одна из главных достопримечательностей Эгера. Внутри строения находится 97-ступенчатая винтовая лестница, ведущая на балкон, расположенный на высоте в 26 метров и откуда открывается хороший вид на окружающий город.
Эгерский минарет — один из трёх сохранившихся до нынешних времён османских минаретов в Венгрии. Среди них он является самым высоким и находится в лучшем состоянии, чем другие (Эрдский и Печский). В 2016 году турку-мусульманину, жителю Эгера, позволили призывать мусульман на молитву с балкона минарета, впервые за 327 лет.

## История
Точные данные о времени постройки минарета до сих пор неизвестны. Османы завладели городом Эгером в 1596 году. Предположительно Эгерский минарет был построен в начале османского владычества в городе, в начале XVII века.

### Мечеть Джами Кетуда
Эгерский минарет был частью мечети Джами Кетуда, которая была упомянута Эвлией Челеби, посетившим Эгер в 1664 году, когда тот ещё оставался под властью Османской империи.
Османы были изгнаны из Эгера в 1687 году австрийской имперской армией во главе с Карлом Лотарингским. Мечеть была преобразована в католическую церковь, посвящённую святому Иосифу. В 1726 году здание бывшей мечети было преобразовано в госпиталь братьев милосердия. Окончательно оно было снесено в 1841 году, а на его месте была построена нынешняя церковь мученика святого Себастьяна в Эгере..
Практически ничего неизвестно о мечети времён Османской империи, за исключением краткой записи Эвлии Челеби. Однако более подробное описание мечети можно найти из более поздних описаний, после её преобразования в церковь святого Иосифа. Горовье, а затем Ференц Месарош оставили некоторые сведения о здании бывшей мечети, когда это была церковь, вместе с минаретом. Согласно им, мечеть имела в плане правильный квадрат, за исключением нескольких мелких архитектурных деталей. Она представляла собой турецкое сооружение из камня с резными окнами и дверями. Мечеть была сложена из того же красноватого песчаника, что и минарет, и покрыта сводчатой крышей или куполом (согласно Горовье). За главным фасадом мечети находился внутренний двор, отделанный полированным камнем. Минарет, согласно описанию Ференца Месароша, являлся неотъемлемой частью мечети.

### Попытка сноса минарета
После того, как с османских правлением в городе было закончено, была предпринята попытка снести минарет. После того, как человеческой силы оказалось недостаточно, была предпринята попытка повалить его с помощью 400 волов с верёвками, прикреплёнными к строению. Когда минарет устоял после всех попыток его снести, его оставили, установив крест поверх полумесяца, который также был сохранён. Он остаётся единственным сохранившимся минаретом из примерно 17, возведённых в Эгере за 91 год османского правления в нём. Старая иллюстрация XVII века города демонстрирует обилие минаретов в городе.

### Сохранение минарета
В начале XIX века крыша минарета обрушилась в результате удара молнии. Это ухудшило состояние здания. В 1829 году по распоряжению архиепископа Эгера Янош Ласло Пиркера на минарете была установлена жестяная крыша, сохранив его от полного разрушения. В 1897 году Национальным комитетом памятников были проведены реставрационные работы на минарете в соответствии с планами Иштвана Меллера. В 1962 году Национальная инспекция по памятникам провела ряд незначительных работ по реконструкции.
Ранее минарет воспринимался как символ оккупации, ныне он олицетворяет хорошие отношения между Венгрией и Турцией.
В 2016 году местному турку Демиру Хикмету было разрешено стать муэдзином минарета и выполнить азан. Он поднимался на башню три раза в неделю в шёлковом кафтане и призывал мусульман к молитве с балкона минарета. Это случилось впервые за 327 лет.
Минарет был реконструирован в 2018 году из-за ухудшения своего состояния в предшествующие годы, которое значительно снизило его несущую способность и поставило памятник под угрозу. Он был закрыт для посетителей на время ремонта и снова открылся летом 2018 года. Во время ремонта была обнаружена керамическая посуда, относящаяся к османской эпохе.

## Архитектура
Эгерский минарет в своём плане имеет 14 сторон, что делает его необычной и очень прочной конструкцией. Он построен с использованием резного красноватого песчаника и имеет 40 метров в высоту. Внутри находится узкая винтовая лестница с 97 ступенями, ведущими на балкон минарета. Балкон минарет, окружающий башню, расположен в 26 метрах от земли.
Вход в минарет находится с северной стороны подножия минарета. Первоначально он не был открыт, так как вход располагался внутри мечети. Пространство внутри минарета — небольшое с крутой узкой каменной лестницей, ведущей на балкон. Вход на балкон обращён в сторону Мекки.
Снизу балкон и кровлю украшают кольца орнаментов.

## Туризм
Минарет Эгера — популярная туристическая достопримечательность города. Путешественникам разрешено подниматься на балкон минарета и любоваться панорамой окружающего города и замка Эгер.